# رفلکس بریسو
رفلکس بریسو (انگلیسی: Brissaud's reflex) نشانه‌ای پزشکی است که در آن تحریک یا ضربه خفیف به کف پا، باعثِ انقباضِ ماهیچه تنسور فاسیا لاتا می‌شود. این نشانه می‌تواند زمانی رخ دهد که هیچ حرکتی در انگشتان پا وجود نداشته باشد و بخشی از رفلکس کف پا (علامت بابینسکی) است.
این علامت به افتخار ادوار بریسو نامگذاری شده است.